# Mitki
Mitki (biał. Міцькі) – dawniej wieś na Białorusi, położona w obwodzie brzeskim w rejonie brzeskim w sielsowiecie Herszony, od 1 czerwca 2007 roku w granicach miasta Brześć. 
W miejscowości znajduje się przystanek kolejowy Mitki.